# Roestvast staal

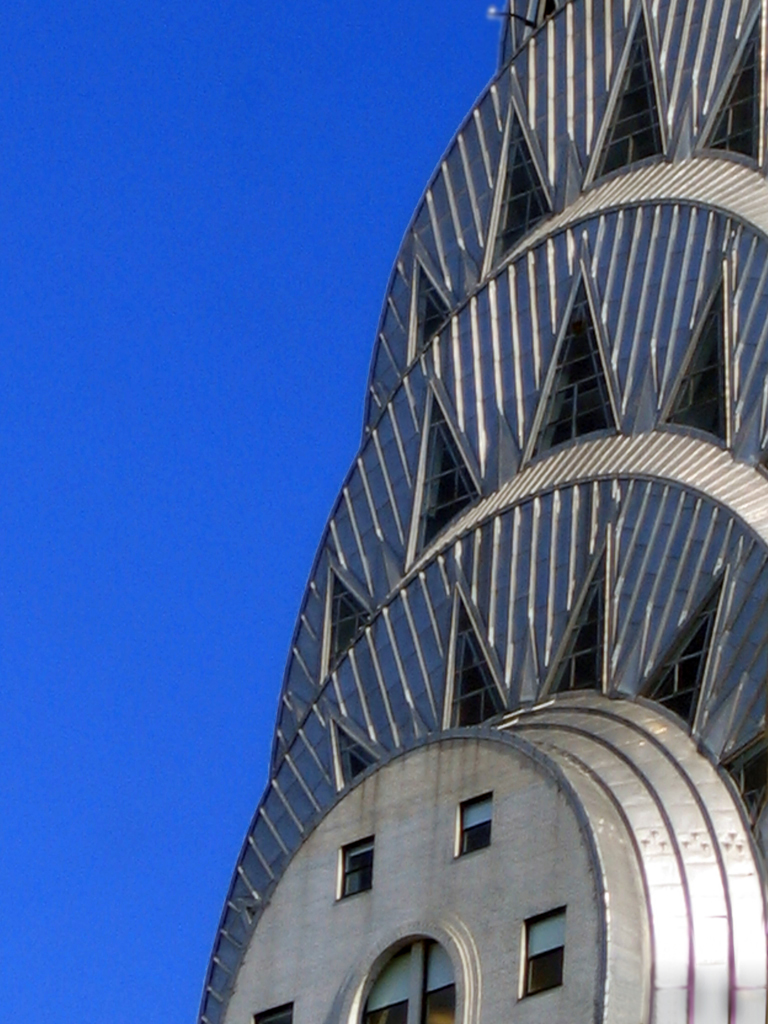
De spits van het Chrysler Building in New York is van roestvast staal gemaakt

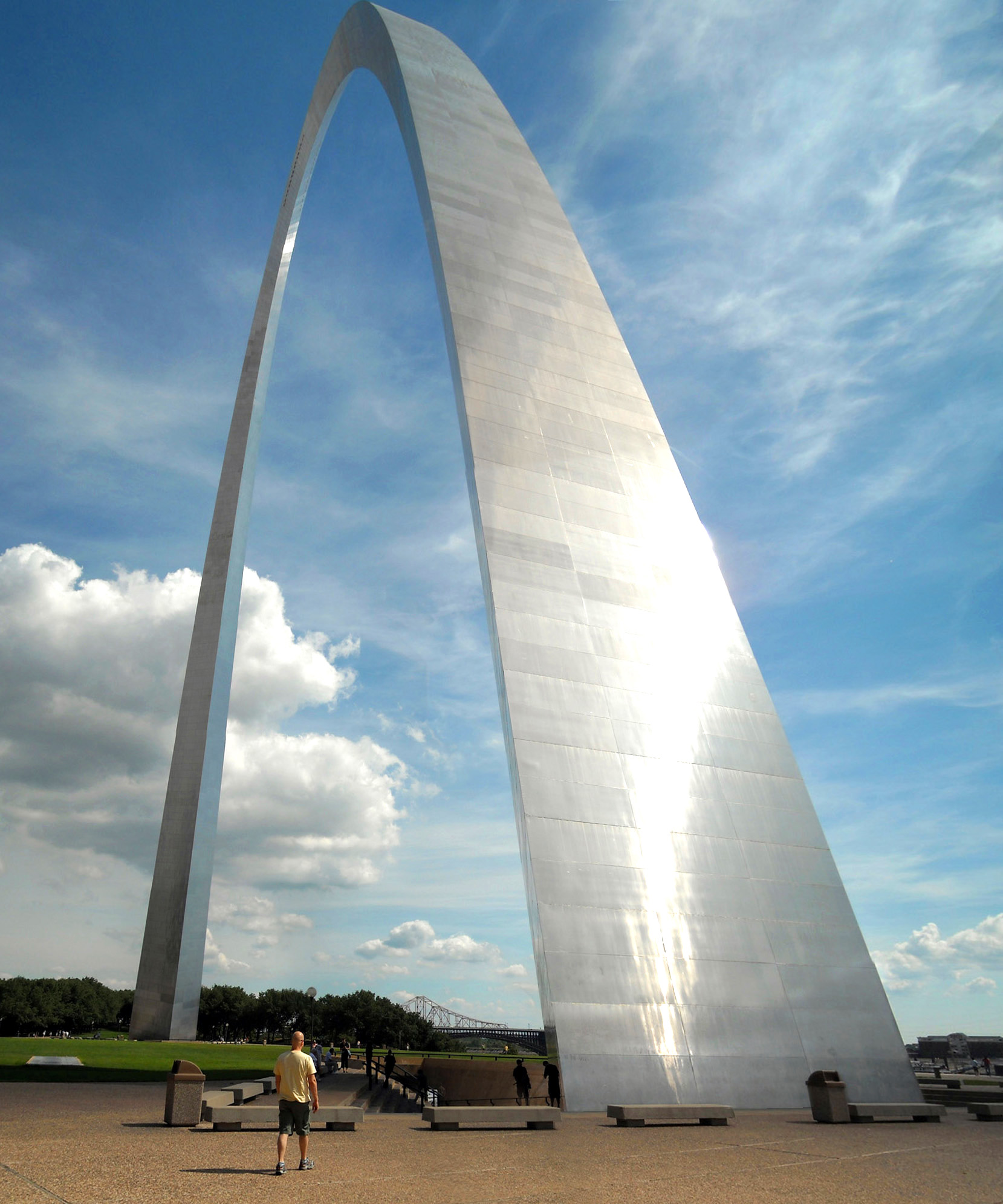
De Gateway Arch in St. Louis, Missouri, is deels van roestvast staal gemaakt

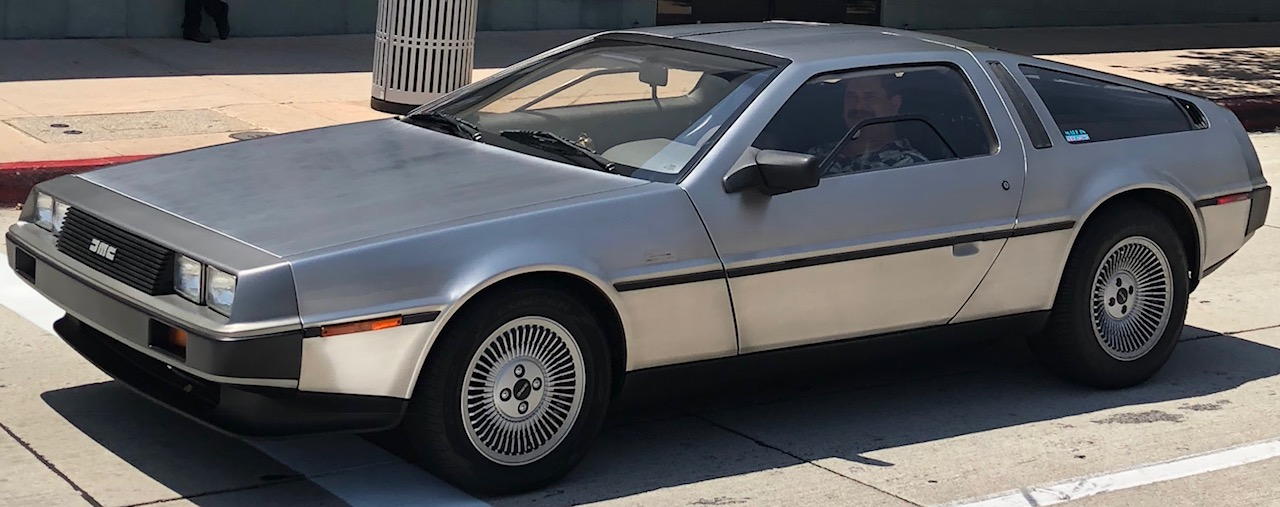
Het plaatwerk van de DeLorean DMC-12 is van roestvast staal gemaakt

Roestvast staal, ook rvs of inox genoemd, en in de volksmond beter bekend als roestvrij staal, is een verzamelnaam voor een aantal legeringen van hoofdzakelijk ijzer, chroom, nikkel en koolstof. Om van roestvast staal te kunnen spreken, is minimaal 11 tot 12% chroom en maximaal 1,2% koolstof nodig. Verder zijn in veel soorten roestvast staal ook de elementen molybdeen, titanium, mangaan, stikstof en silicium aanwezig.
De benaming roestvrij staal is algemeen ingeburgerd, maar wordt door metallurgen liever niet gebruikt, aangezien de legering onder normale omstandigheden weliswaar beter bestand is tegen roesten, oftewel roestvast is, maar wel degelijk kan roesten.
De oxidehuid van een roestvast materiaal sluit het onderliggende materiaal goed af, waardoor in bepaalde gevallen geen verdere roestvorming zal plaatsvinden of deze roestvorming vertraagd wordt. In de praktijk zijn er twee gevallen waarbij RVS toch kan roesten: bij de aanwezigheid van chlorides of bij de verontreiniging van het materiaal door 'gewoon' staal dat wel roest. Dit roesten kan vermeden worden door een correct type RVS te kiezen (geen 304 bij aanwezigheid van halogenen) en het materiaal te behandelen waarbij alle mogelijke verontreinigingen worden verwijderd. Dit is het zogenaamde beitsen, waarbij langs chemische weg alle verontreinigingen worden opgelost en verwijderd.

## Geschiedenis
Het eerste roestvaste staal werd op 13 augustus 1913 door Harry Brearley in het laboratorium van de scheepswerf Brown-Firth te Sheffield, in het Verenigd Koninkrijk, gegoten, nadat hem in 1912 gevraagd was onderzoek voor de wapenindustrie te doen.
In 1912 ontdekten onafhankelijk van Brearley twee Duitse onderzoekers, beiden werkzaam bij het Krupp-concern, een procedé voor het maken van roestvast staal. Van deze beide mannen, Eduard Maurer en Benno Strauß, die beiden een octrooi verwierven in het jaar 1918, is bekend, dat de laatstgenoemde wegens zijn joodse afkomst in 1935 bij Krupp werd ontslagen en in 1944 in een nazi-werkkamp ziek werd en overleed.
Ook een Oostenrijker, Max Mauermann, wordt wel als de uitvinder van roestvast staal beschouwd. Hij deed zijn ontdekking ook in 1912 in de fabriek Bleckmann te Mürzzuschlag.
In de Verenigde Staten wordt Elwood Haynes gezien als de uitvinder van zowel het roestvast staal, de legering stelliet als van de auto. Haynes, oprichter van het bedrijf Haynes International, vroeg zijn octrooi echter pas in 1913 aan.

## Soorten roestvast staal
Roestvast staal wordt afhankelijk van zijn metallurgische structuur in verschillende families onderverdeeld, te weten de volgende:
Austenitische staaltypen (AISI 200- en 300-serie)
Austenitische staaltypen beslaan ongeveer 70% van de totale rvs-productie. zij hebben een maximum percentage van 0,15% koolstof, minimaal 16% chroom en genoeg nikkel of mangaan om de austenitische structuur bij alle temperaturen te behouden. Doordat er geen faseovergang plaatsvindt bij opwarming of afkoeling, zijn zij niet hardbaar door middel van een warmtebehandeling; wel kunnen zij door koudvervorming worden gehard.
De meest voorkomende austenitische rvs-soort is type 304, ook bekend als type 18/8 of 18/10 vanwege de aanwezigheid van 18% chroom en nikkel gehalte van 8 tot 10%. Een tweede veelvoorkomende rvs-soort uit de 300-serie is type 316, met een aanwezigheid van 17% chroom en 12% nikkel en 2% molybdeen. Type 316 heeft een betere corrosiebestendigheid dan type 304.
Ferritische staaltypen (AISI 400-serie)
Ferritische staaltypen zijn geschikt voor toepassingen in een weinig agressief milieu. Ze zijn goed bewerkbaar, maar hebben een lagere corrosiebestendigheid dan de 300-serie door de lagere percentages chroom en nikkel, de corrosiebestendigheid is daarentegen wel beter dan die van de martensitische staalsoorten. Ferritische staalsoorten zijn magnetisch en niet hardbaar door middel van een warmtebehandeling.
Martensitische staaltypen (AISI 400-serie)
Martensitische staaltypen zijn goed te bewerken met een hoge hardheid en rekgrens, maar met verminderde corrosiebestendigheid. Zij zijn altijd magnetisch en zijn goed te harden door middel van een warmtebehandeling. Dit staal wordt vaak gebruikt waar een hoge hardheid en sterkte, gecombineerd met een redelijke corrosiebestendigheid noodzakelijk is.
Een speciale vorm van het martensitische rvs-type is de precipitatie-hardende vorm. Dit type staal wordt gekenmerkt door een zeer goede corrosiebestendigheid, vergelijkbaar met de austenitische soorten, en een hardheid en rekgrens die boven die van de austenitische soorten ligt. Een veelvoorkomend voorbeeld van dit type rvs is 17-4PH, zo genoemd vanwege een percentage van 17% chroom en 4% nikkel. de 'PH' staat voor precipitation hardenable.
| Familie    | C      | Cr         | Ni        |
| ---------- | ------ | ---------- | --------- |
| Austeniet  | < 1,2% | 16 - 28%   | 3,5 - 36% |
| Ferriet    | < 1,2% | 10,5 - 29% | < 1,5%    |
| Martensiet | < 1,2% | 10,5 - 17% | < 6,0%    |

## Normalisatie
Industrieel wordt vaak de normalisatie gebruikt van het American Iron and Steel Institute (AISI) en de A240 standaard specificatie van de American Society for Testing and Materials (ASTM). Veel voorkomende Amerikaanse staalsoorten:
- AISI 304 (= type A2)(1.4301) bestaat uit 18% chroom en 8% nikkel. Deze legering is in zachtgegloeide toestand niet-magnetisch en niet hardbaar, in koudvervormde toestand zwak magnetisch. Minder gevoelig voor uitscheiding van chroomcarbiden tijdens lassen.
- AISI 316 (= type A4)(EN 1.4401) is een meer corrosiebestendige maar duurdere soort, met 16% chroom en 10% nikkel en 2% molybdeen. Type 316 is beter bestand tegen zoutcorrosie en wordt veel toegepast in de scheikundige industrie.
- AISI 316L (1.4404) heeft een laag koolstofgehalte ("L" staat voor "low carbon") om een gemakkelijker lasbaar roestvast staal te verkrijgen, en de corrosiegevoeligheid na het lassen te beperken.
- AISI 316Ti (1.4571) heeft een legering waaraan titaan (vandaar "Ti") is toegevoegd, waardoor het staal lasbaarder wordt. Deze oplossing is technisch vrijwel evenwaardig als 316L. Alleen wanneer men architecturale toepassingen beschouwt, moet men rekening houden met een "typisch" slijpbeeld van titaangelegeerde soorten.

In de Europese Unie gelden de EN ("European Norm") standaarden van de EN 10088 serie, ontwikkeld door de Europese Commissie voor Standaardisatie (CEN). Deze serie bestaat uit drie delen:
- EN 10088-1 (fysische eigenschappen en samenstelling)
- EN 10088-2 (mechanische eigenschappen van vlakke producten voor algemeen gebruik)
- EN 10088-3 (mechanische eigenschappen van langwerpige producten voor algemeen gebruik)
- EN 10088-4 (mechanische eigenschappen van vlakke producten voor constructie)
- EN 10088-5 (mechanische eigenschappen van langwerpige producten voor constructie)

In de tabel hieronder worden de verschillende normen met elkaar vergeleken.
| Materiaalnr. | DIN 17006                           | ASTM/AISI Benaming | UNS Unified numbering system |
| ------------ | ----------------------------------- | ------------------ | ---------------------------- |
| 1.4016       | X6Cr17                              | 430                | S43000                       |
| 1.4509       | X2CrTiNb18                          | 441                | S44100                       |
| 1.4510       | X3CrTi17                            | 439                | S43900                       |
| 1.4512       | X2CrTi12 (oud X6 CrTi 12)           | 409                | S40900                       |
| 1.4520       | X2CrTi17                            | 430Ti [8]          |                              |
| 1.4521       | X2CrMoTi18-2                        | 444                | S44400                       |
| 1.4526       | X6CrMoNb17-1                        | 436                | S43600                       |
| 1.4310       | X10CrNi18-8 (oud X12 CrNi17 7)      | 301                | S30100                       |
| 1.4318       | X2CrNiN18-7                         | 301LN              |                              |
| 1.4305       | X8CrNi18-9                          | 303                | S30300                       |
| 1.4307       | X2CrNi18-9                          | 304L               |                              |
| 1.4306       | X2CrNi19-11                         | 304L               | S30403                       |
| 1.4311       | X2CrNiN18-10                        | 304LN              | S30453                       |
| 1.4301       | X5CrNi18-10                         | 304                | S30400                       |
| 1.4948       | X6CrNi18-11                         | 304H               | S30409                       |
| 1.4303       | X4CrNi18-12 (oud X5 CrNi18 12)      | 305                | S30500                       |
| 1.4541       | X6CrNiTi18-10                       | 321                | S32100                       |
| 1.4878       | X10CrNiTi18-10 (oud X12 CrNiTi18 9) | 321H               | S32109                       |
| 1.4404       | X2CrNiMo17-12-2                     | 316L               | S31603                       |
| 1.4401       | X5CrNiMo17-12-2                     | 316                | S31600                       |
| 1.4406       | X2CrNiMoN17-11-2                    | 316LN              | S31653                       |
| 1.4432       | X2CrNiMo17-12-3                     | 316L               | S31603                       |
| 1.4435       | X2CrNiMo18-14-3                     | 316L               | S31603                       |
| 1.4436       | X3CrNiMo17-13-3                     | 316                | S31600                       |
| 1.4571       | X6CrNiMoTi17-12-2                   | 316Ti              | S31635                       |
| 1.4429       | X2CrNiMoN17-13-3                    | 316LN              | S31653                       |
| 1.4438       | X2CrNiMo18-15-4                     | 317L               | S31703                       |
| 1.4539       | X1NiCrMoCu25-20-5                   | 904L               | N08904                       |
| 1.4547       | X1CrNiMoCuN20-18-7                  |                    | S31254                       |

## Gebruiksvormen
Op gebruiksvoorwerpen uit roestvast staal vindt men dikwijls een vermelding als:
- Inox 18/8. Dit geeft aan dat de legering uit 18% chroom, 8% nikkel bestaat. Deze legering heeft een mechanische treksterkte van 600 N/mm² en een hardheid van 175-200 HB. Het is een veelgebruikt staal vanwege zijn goede warmte-ongevoeligheid tot 400 °C. Voor deze gebruiksvoorwaarden gebruikt men meestal AISI 304 (1.4301) of AISI 302. Het is uitstekend geschikt voor koude deformatie, waarbij de zogenaamde koudversteviging optreedt. Door koudvervorming wordt de legering zwak magnetisch. De lasbaarheid is zeer goed. Het is een austenitisch corrosievast chroomnikkelstaal.
- Inox 18/10. Dit geeft aan dat de legering uit 18% chroom en 10% nikkel bestaat, met identieke eigenschappen als Inox 18/8.

| % Cr | % Ni | AISI/ASTM     |
| ---- | ---- | ------------- |
| 18   | 08   | 304, 316      |
| 18   | 10   | 321, 347, 348 |
| 18   | 13   | 317           |
| 23   | 12   | 309           |
| 25   | 20   | 310           |
Soorten die geschikt zijn voor biomedische toepassingen worden chirurgisch staal genoemd.
RVS A2 en RVS A4 zijn aanduidingen voor roestvaststalen bevestigingsmaterialen, zoals o.a. bouten en moeren. In bovenstaande tabel kom je RVS A2 tegen als RVS304 en RVS A4 als RVS316 (met extra molybdeen). Type A2 is de meest gebruikte variant roestvaststaal, maar is er mogelijk contact met zeewater en chloor, dan kan men beter RVS A4 toepassen.

## Eigenschappen

### Roestvastheid
Wanneer het chroom met zuurstof in aanraking komt, vormt het een onzichtbaar laagje chroom(III)oxide (ook genaamd: dichroomtrioxide) (Cr2O3), de oxidehuid. Dit laagje beschermt het onderliggende metaal tegen verdere roestvorming (oxidatie).

### Hardheid
De hoeveelheid koolstof bepaalt de hardheid van het staal. Een staalsoort met veel koolstof is daardoor moeilijk bewerkbaar.

### Magnetisme
De magnetische eigenschap van rvs wordt bepaald door de kristalstructuur, dus door de samenstelling van het soort rvs. Roestvaste staalsoorten met tussen 6 en 26% nikkel (de AISI 300-reeks) zijn austenitisch met een kristallijne structuur waarvan het kristalrooster kubisch vlakgecentreerd is. Door dit rooster zijn austenitische soorten niet-magnetisch in geleverde toestand. Nikkel zorgt ervoor dat het staal in zijn austenitische toestand blijft tijdens het afkoelen. Bij sterke koudvervorming verandert de kristalstructuur echter, waardoor wel magnetische eigenschappen optreden bij austenitisch rvs. 
In tegenstelling tot de austenitische roestvast staalsoorten zijn ferritische, martensitische en duplex roestvast staalsoorten (zoals AISI 409, AISI 410 en AISI 430) door hun kristalstructuur wel magnetisch.

### Vervorming
Austenitische staalsoorten zijn uitstekend vervormbaar (plooien, dieptrekken, strekken) en ook schokbestendig in het hele temperatuurbereik, van heel lage tot heel hoge temperaturen. Door toevoeging van tussen 6 en 26% nikkel in het staal blijft de austenitische fase thermodynamisch stabiel. Daardoor vindt na een warmtebehandeling van austenitisch roestvast staal geen faseovergang plaats tijdens het afkoelen. Harden van austenistisch roestvast staal door middel van een warmtebehandeling is derhalve niet mogelijk. 
Overige elementen, zoals chroom en molybdeen, verhogen de corrosieweerstand en bewerkbaarheid van het staal.
Ferritische, martensitische en duplex roestvast staalsoorten zijn over het algemeen (iets) minder goed vervormbaar.

### Gevoeligheid voor chloor
Vele roestvaste staalsoorten zijn zeer gevoelig voor chloor. Stadswater, zwembadwater, natriumhypochloriet (NaOCl), waterstofchloride (HCl) en ijzer(III)chloride (FeCl3) zijn zeer agressief op roestvast staal.
Putcorrosie (Engels: pitting) is de corrosie waarbij zich putjes in het oppervlak vormen. Als bijvoorbeeld roestvast staal AISI 304 in contact komt met chloorhoudend water, van bijvoorbeeld drinkwater of zwembadwater, dan zal het chloor plaatselijk de beschermende laag chroomoxide aantasten. Er ontstaat dan het begin van een ondiep putje, waar zich weer meer chloorionen verzamelen, waardoor de aantasting bij voorkeur op die plaats doorgaat en het putje dieper wordt. Uiteindelijk ziet het materiaal er grotendeels gaaf uit, maar met een aantal putjes over het oppervlak. Typisch bij putcorrosie zijn de gaatjes juist naast een lasnaad. Roestvaste staalsoorten met het legeringselement molybdeen, zoals 316 en 316L, zijn beter bestand tegen chloor en hebben een betere weerstand tegen putcorrosie. Aantasting door chloor is nog steeds mogelijk.
Een ernstig incident met dodelijke afloop in een zwembad in Tilburg is mede veroorzaakt door het toepassen van een verkeerd type rvs. Hier viel een luidsprekerbox naar beneden door een afgerotte ophangbout.

### Elasticiteitsmodulus
De elasticiteitsmodulus van roestvast staal is niet dezelfde als van gewoon staal. De E-modulus van rvs is E = 195.000 MPa en van 'gewoon' constructiestaal is de E-modulus: E = 210.000 MPa.

### Treksterkte
De treksterkte van een roestvast staal is een maatstaf om de mechanische eigenschappen van dit staal te classificeren. Praktisch is de vloeigrens (soms ook de 0,2%-rekgrens of Rp 0,2) van veel meer belang. Als het materiaal tot de treksterkte komt, is het immers al sterk plastisch vervormd.

## Passiveren van roestvast staal
Door diverse bewerkingen die producten van roestvast staal ondergaan, kunnen aan de buitenzijde van het metaaloppervlak veranderingen ontstaan, waardoor het roestvaste karakter tijdelijk of blijvend wordt aangetast.
Normaal beschermt een passieve oxidehuid het metaal tegen verdere corrosie. Deze laag wordt in stand gehouden door een bijzondere eigenschap van roestvast staal. Als namelijk het metaaloppervlak wordt beschadigd, dan zal in aanwezigheid van voldoende zuurstof het metaal bij de beschadiging spontaan opnieuw oxideren en daarbij de passieve laag zichzelf herstellen. Er zijn echter omstandigheden, waarbij dit herstel niet plaatsvindt; Door diverse bewerkingen kan het evenwicht dusdanig worden verstoord, dat de passieve toestand verdwijnt en herstel uitblijft. Dit kan optreden bij bewerkingen als lassen, buigen of verspanen. Hierbij kan de oxidehuid worden verontreinigd met ijzerdeeltjes, waardoor de roestvaste eigenschappen verdwijnen en corrosie kan optreden.
Om dit euvel tegen te gaan, is er een methode ontwikkeld om het metaal te voorzien van een nieuwe passieve laag. Het is hierbij meestal gewenst de bewerkte producten eerst te ontvetten met een oplossing van natronloog (NaOH) en daarna te beitsen met een mengsel van salpeterzuur (HNO3) en waterstoffluoride (HF). Met het beitsen wordt een dunne laag van het metaaloppervlak en bestaande oxidehuid opgelost inclusief verontreinigingen. Doordat bij het beitsen ijzer sneller in oplossing gaat dan chroom, wordt de oxidehuid effectief verrijkt aan chroom.
Het eigenlijke passiveren geschiedt door een behandeling in een bad met salpeterzuur, waarbij de oxidehuid wordt hersteld en de passieve toestand terugkeert. Door deze behandeling krijgt het onderliggende metaal zijn oorspronkelijke corrosiebescherming terug.

## Marktoverzicht
De vraag naar roestvast staal steeg in de periode 2000-2007 met ongeveer 7% op jaarbasis. Tijdens de kredietcrisis daalde de vraag door de algemene economische terugval. De vraag nam na 2010 weer toe, maar steeg met niet meer dan 3% per jaar tot en met 2012. De trage vraaggroei heeft geleid tot veel overcapaciteit. Veel fabrieken waren nog in aanbouw voor het uitbreken van de kredietcrisis. Deze zijn inmiddels gereed, maar de vraag is onvoldoende snel gestegen om al deze nieuwe capaciteit te absorberen. De capaciteitsbenutting wereldwijd lag in 2006 nog op zo’n 88% en daalde naar 62% in 2009. Na 2010 trad enig herstel op, maar de bezettingsgraad lag in 2012 nog op circa 72%. In 2012 lag de globale productie van roestvast staal op zo’n 25 miljoen ton.
In 2012 waren er wereldwijd zes grote producenten met een capaciteit van meer dan 2 miljoen ton op jaarbasis. Deze zes fabrikanten hebben ongeveer de helft van de wereldwijde capaciteit in handen. De grote bedrijven zijn Outokumpu, Acerinox, Taiyuan Iron & Steel, Yieh United Steel, Posco en Aperam.